# Iglesia de San Nicolás (Randazzo)
La iglesia de San Nicola es la iglesia más grande de Randazzo, está ubicada en el barrio griego. Se presenta como un imponente conjunto arquitectónico de cruz latina, arruinado por los bombardeos angloamericanos. Las partes más antiguas datan del siglo XIII y su estructura original era de estilo normando-suabo.

## Era aragonesa
Los miembros de la Casa de Aragón, detestados por la poderosa familia Chiaramonte y los tonos siempre acalorados en la antigua disputa entre las facciones latina y catalana, determinaron la celebración de varias sesiones itinerantes del Parlamento siciliano en el interior del templo.

## Era española
La iglesia fue renovada en 1591, según consta en la placa en el lado sur de la iglesia, y posteriormente en 1605.  En 1539, Randazzo fue durante cuatro meses presa de los soldados que se rebelaron contra el emperador Carlos V, que hizo una incursión en Sicilia, prendiéndola fuego. La ciudad fue saqueada y, en esta ocasión, lamentablemente fue destruido el gran archivo histórico conservado en la iglesia de San Nicola, que en ese momento tenía el privilegio de hacerlo. Sus otros privilegios eran la custodia del Tesoro y la del Estandarte de la ciudad. Además, allí se celebraban los funerales de los reyes fallecidos. La iglesia fue consagrada por Mons. Moncada, arzobispo de Mesina, 21 de diciembre de 1746.

## Era borbónica
En 1751, junto con la iglesia de Santa María Asunta y la iglesia de San Martino, se le concedió el título de colegiata, con la facultad de elegir las dignidades capitulares, y conceder privilegios canónicos, entre ellos el gorro de coro y el armiño., privilegios confirmados por la Santa Sede en 1785.
De la antigua estructura normanda quedan los ábsides poligonales con arcos colgantes y las almenas, que reflejan una dirección artística procedente de Francia, dándoles el aspecto de torres de fortaleza. La fachada fue diseñada por el gran arquitecto mesinés Andrés Calamech, es una fachada imponente con elementos clásicos de estilo barroco. En la puerta central se encuentra el escudo con el Cordero Pascual y al respecto los historiadores municipales afirman que, en tiempos muy remotos, la iglesia fue sede de un obispo. La cúpula, encargada por el arcipreste Francesco Fisauli, fue construida en 1904 según un diseño del arquitecto Salvatore Priolo.

## Campanario
Las notas históricas lo describen como un hermoso campanario policromado de estilo árabe-normando. El actual campanario sustituyó al bello campanario de estilo del siglo XIV. Amenazando con la ruina desde el siglo XVI, fue reforzado con cadenas de hierro por Carlos V. Sin embargo, fue destruido por el gran terremoto de 1693. Fue reconstruido en el año 1783, un poco achaparrado e incompleto al final del pináculo.